# Raiamas senegalensis
Raiamas senegalensis és una espècie de peix cipriniforme de la família dels ciprínids. Els mascles poden assolir els 24,5 cm de longitud total. Es troba als rius Nil, Níger i Senegal.